# Tesa (entreprise allemande)
Tesa SE est une entreprise allemande qui produit des bandes adhésives.

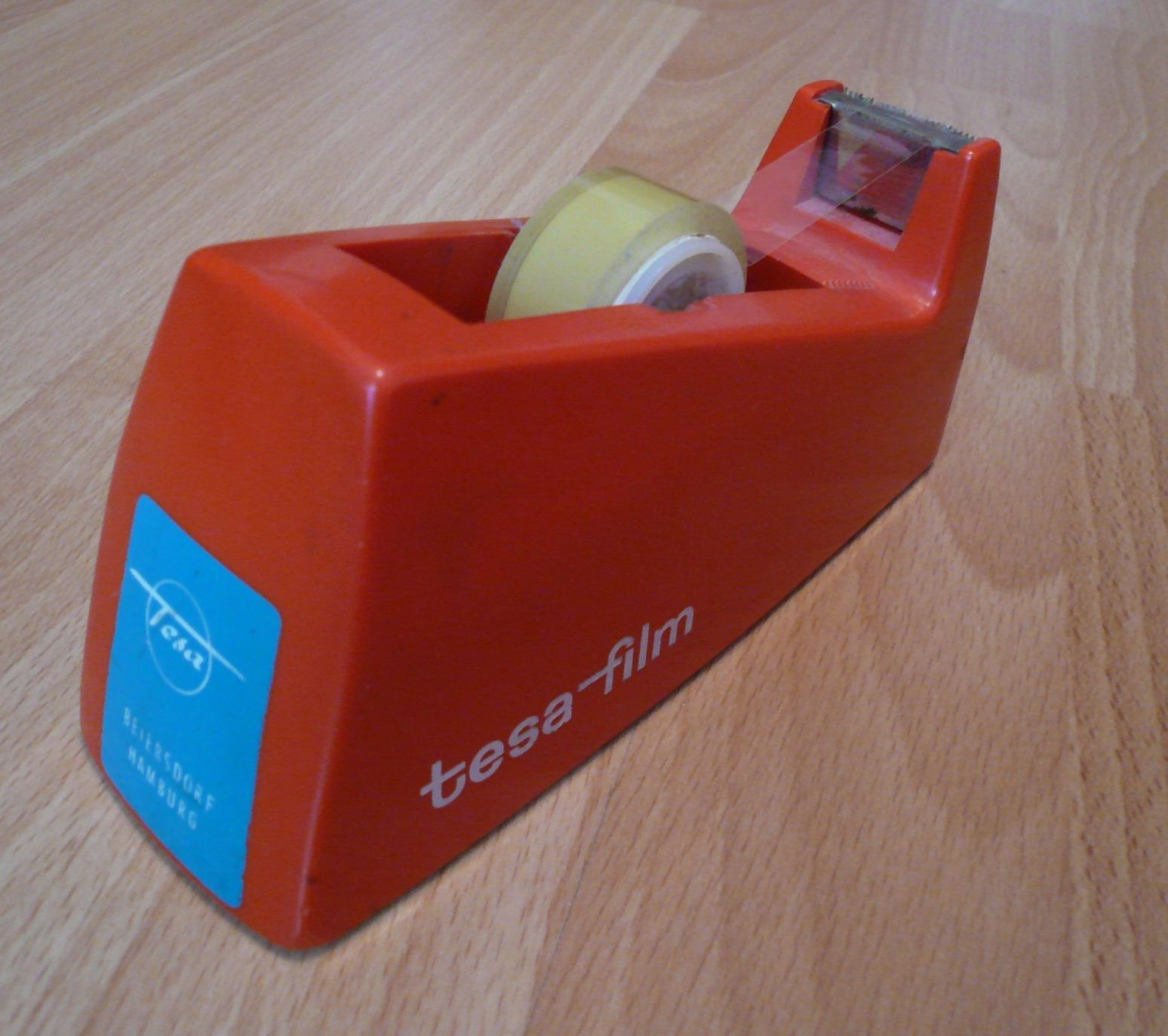
Dérouleur de bandes adhésive.

Fondée en 2001, l'entreprise était auparavant une division de Beiersdorf, restant une filiale de celle-ci après être devenue une société indépendante.
En Allemagne, la marque est devenue synonyme de ruban adhésif et est répertoriée dans le dictionnaire allemand Duden comme tel.